# Kadiatou Émilie Diaby
Pour les articles homonymes, voir Diaby.
Kadiatou Émilie Diaby, est une femme politique guinéenne.
Elle était ministre des travaux publics de janvier en septembre 2021 dans le gouvernement Kassory 2 sous Alpha Condé.

## Biographie et Études
Diplômée en sciences politiques de l’université Howard, aux États-Unis, Diaby dispose d’un master en administration publique de l'American University et d’un master en économie et gestion de Time Université en Tunisie.

## Parcours professionnel
En septembre 1994, elle fait ses premiers pas dans le système des Nations-Unies, au poste de responsable de projet, services de base à l’UNICEF, à Luanda (Angola).
Quatre mois plus tard, elle devient agent des urgences au sein de l’institution onusienne chargée de l’Enfance.
En 2012, elle intègre la Banque africaine de développement comme chargée de programme régional du département régional Afrique centrale et Madagascar, avec résidence à Tunis.
En février 2014, elle est nommée administrateur principal de programme de pays en Sierra Leone.
En juillet 2017, Kadiatou Émilie Diaby devient directeur pays de la BAD au Togo.
En 2018, elle est rappelée à Abidjan pour assumer les fonctions de coordonnateur du programme de pays au bureau du vice-président de la BAD chargé du développement régional et prestation des activités.

## Ministre
Elle était de janvier 2021 ministre des travaux publics en remplacement de Moustapha Naité, jusqu'à la chute du régime le 5 septembre 2021.